# Outlaws (Lost)
"Outlaws" é o décimo sexto episódio de Lost. É o décimo sexto episódio da primeria temporada da série. Foi dirigido por Jack Bender e escrito por Drew Goddard. Foi ao ar originalmente em 16 de Fevereiro de 2005, pela ABC. O episódio foca o flashback em James "Sawyer" Ford.

## Sinopse
Sawyer é atacado por um javali e acredita estar sendo perseguido pelo animal propositalmente. Ele parte, então, em perseguição ao bicho e é ajudado por Kate. O incidente com o javali se conecta a várias lembranças de Sawyer: de como um homem matou sua mãe e depois se matou quando ele era uma criança e de como, anos depois, Sawyer matou o homem errado, pensando estar se vingando do homem que arruinou sua vida. No final, ele desiste de matar o javali e devolve a arma ao Jack. 